# Ralph Mulford
Ralph Mulford, ameriški dirkač, * 28. december 1884, Brooklyn, New York, ZDA, † 23. oktober 1973, Asbury Park, New Jersey, ZDA.
Mulford je nastopal v prvenstvu Ameriške avtomobilistične zveze (AAA), kjer je osvojil skupno devetnajst zmag, v letih 1911 in 1918 je osvojil naslov prvaka, v letih 1913 in 1917 pa je bil tretji. V sezoni 1919 je zmagal na dirki Vanderbilt Cup. Desetkrat je nastopil na dirki Indianapolis 500, v letih 1911, 1912, 1913, 1914, 1915, 1916, 1919, 1920, 1921 in 1922. Leta 1911 je osvojil drugo mesto, leta 1916 pa tretje. Umrl je leta 1973 v visoki starosti.